# 타티야나 바람지나
타티야나 니콜라예브나 바람지나(러시아어: Татьяна Николаевна Барамзина, 벨라루스어: Таццяна Мікалаеўна Барамзіна 타차나 미칼라예우나 바람지나, 1919년 12월 19일 ~ 1944년 7월 5일)는 벨라루스의 군인이다.

## 생애
러시아 우드무르트 공화국 글라조프 출신이다. 1940년 페름에 위치한 대학교에서 간호학과에 입학했지만 제2차 세계 대전의 동부 전선에서 저격수로 참전하게 된다.
1943년 6월 모스크바 교외에 위치한 중앙 여성 저격수 학교에 입학했으며 1944년 4월 학교 졸업과 함께 소련 제3벨라루스 전선에 참전했다. 초반 3개월에는 최소 16명에 달하는 적군 병사를 살해했다.
1944년 7월 벨라루스 스말랴비치(Smalyavichy)에서 전투를 벌이던 도중에 독일 군대의 공격을 받고 전사했다. 1945년 3월 24일 소련 정부로부터 금성훈장, 소비에트 연방영웅 칭호를 추서받았다.